# Chiesa della Santissima Annunziata e San Cassiano
La chiesa della Santissima Annunziata e San Cassiano è la parrocchiale di Oglianico, in città metropolitana e arcidiocesi di Torino; fa parte del distretto pastorale Torino Nord.

## Storia
L'originaria parrocchiale oglianicese, intitolata al solo san Cassiano e ubicata al di fuori dal centro abitato, è menzionata per la prima volta nel 1329.
Nel 1583 venne acquistato dal comune un terreno contiguo al ricetto per farvi sorgere la nuova chiesa, da dedicare all'Annunciazione della Beata Vergine Maria; i lavori di costruzione terminarono nel 1628 e nello stesso anno fu celebrata la consacrazione.
Dalla relazione della visita pastorale del 1699 si apprende che la chiesa aveva il doppio titolo di Santa Maria e San Cassiano; nel 1817 la parrocchia passò dalla diocesi di Ivrea all'arcidiocesi di Torino.
Tra il 1927 e il 1930 si provvide alla riedificazione della facciata su disegno dell'architetto Giuseppe Gallo; negli anni settanta, in ossequio alle disposizioni postconciliari, venne realizzato il nuovo altare rivolto verso l'assemblea.

## Descrizione

### Esterno
La facciata a salienti della chiesa, rivolta a ponente e suddivisa da una cornice marcapiano in due registri, entrambi scanditi da paraste, presenta in quello inferiore il portale d'ingresso, protetto dal protiro abbellito da colonne sorreggenti archi di sesto, e due finestre timpanate, mentre in quello superiore, affiancato da volute e coronato dal frontone, una serliana.
Annesso alla parrocchiale è il campanile a base quadrata, costruito nel 1928; la cella presenta su ogni lato una monofora.

### Interno
L'interno dell'edificio è suddiviso da pilastri, sorreggenti archi a tutto sesto, in tre navate, di cui la centrale è coperta dalla volta a botte lunettata e le laterali, sulle quali si affacciano le sei cappelle laterali, sono volte a crociera; al termine dell'aula si sviluppa il presbiterio, a sua volta chiuso dall'abside di forma semicircolare.